# MG・HS
MG・HSは、上海汽車集団 (SAIC) 傘下のMGが製造・販売している小型クロスオーバーSUVである。

## 初代（2018年 - 2023年）
中国で2018年7月12日に発表され、9月16日から発売開始した。HSは2018年4月の北京モーターショーに出展されたX-Motionの市販モデルである。MG初のSUVであるGSの後継にあたり、ZSより一回り大柄な車種となる。
SAICとCPグループとの合弁で組立・販売が行われているタイ王国では2019年9月25日から発売を開始した。また、イギリス市場では2019年末に￡17,995～という価格設定で発売開始した。
駆動方式はFWDとAWDとなる。エンジンは全てSAICとゼネラルモーターズの共同開発で、直列4気筒 1.5L (1490cc) TGI（直噴ターボ）、直列4気筒 2.0L (999cc) TGIの2種類。トランスミッションは6速MT、6速TST、7速TSTの3種類である。
2020年9月、中国でフェイスリフトモデルが発表され、新たに領航の車名が付けられた。10月17日に発売開始される。

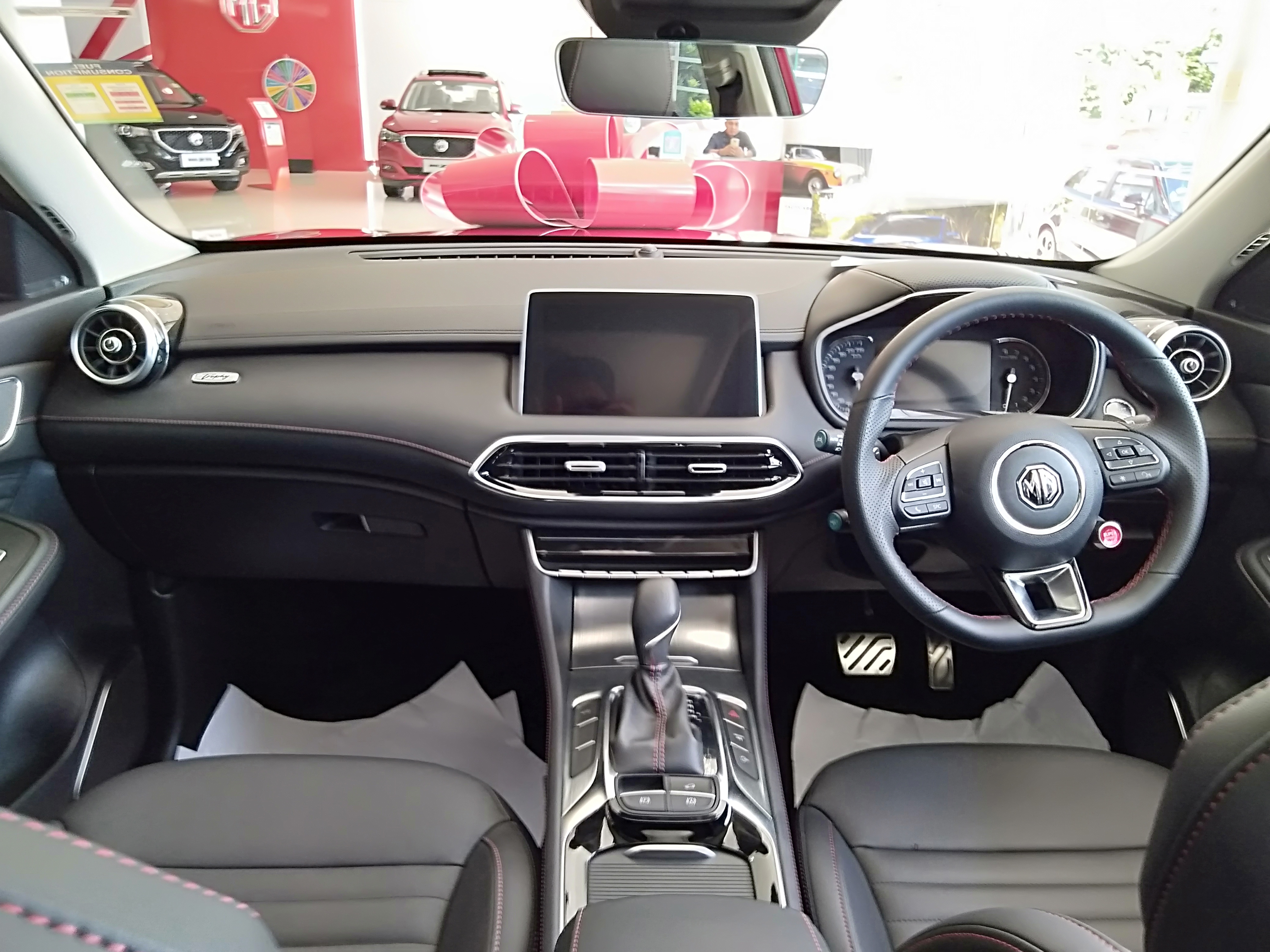
インテリア
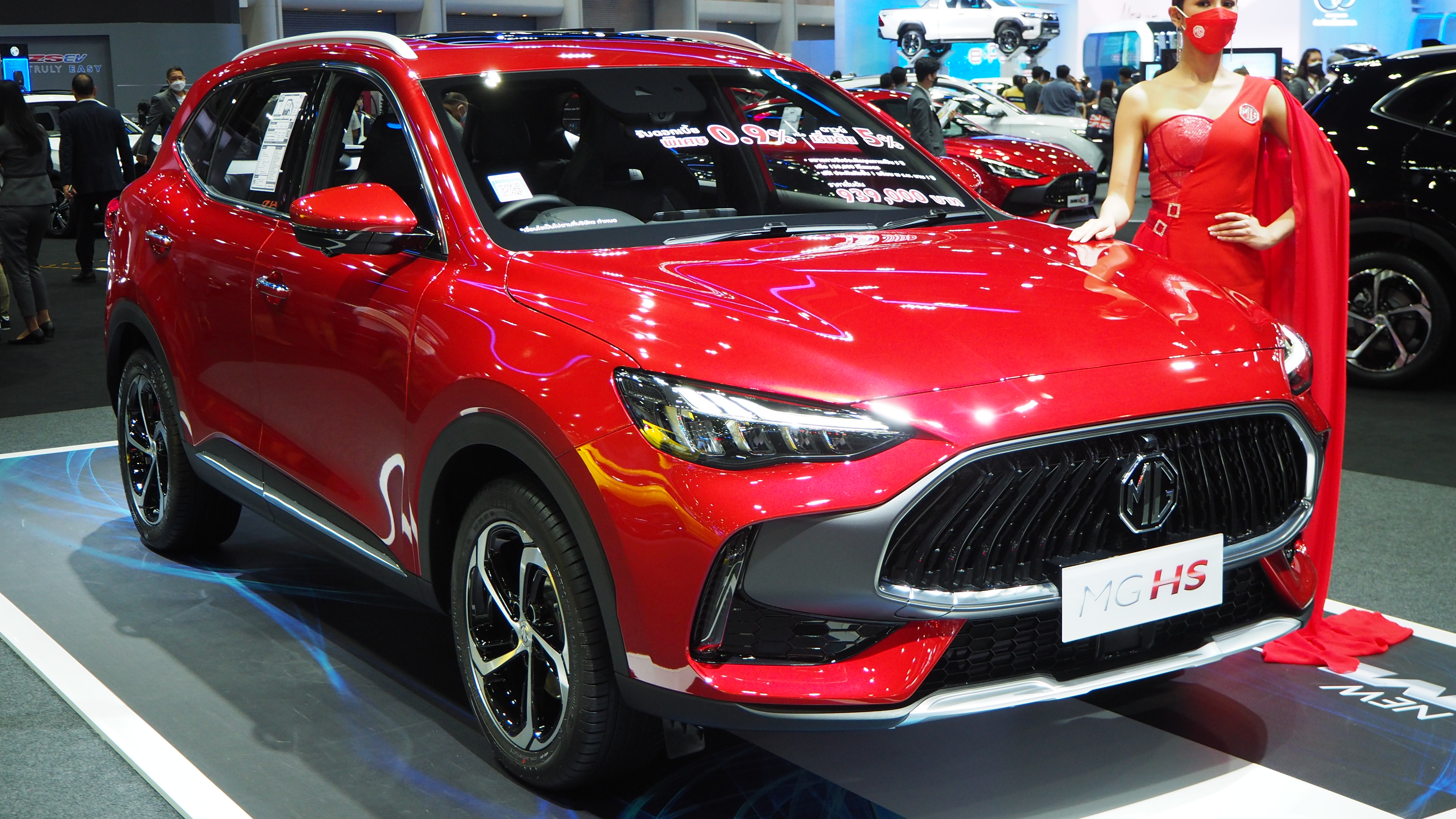
HS (2022年型)

### プラグインハイブリッド
2019年11月22日、広州国際モーターショーにてPHEV版のeHSが発表され、18.98～21.98万元の価格で発売開始された。2020年10月にはイギリスでも￡29,995～の価格でPHEVが販売が開始される。
eHSはFWDのみとなる。直列4気筒 1.5L TGIエンジンとモーターの組み合わせで最高出力291ps、最大トルク480N・mを発揮する。トランスミッションは10速EDUである。

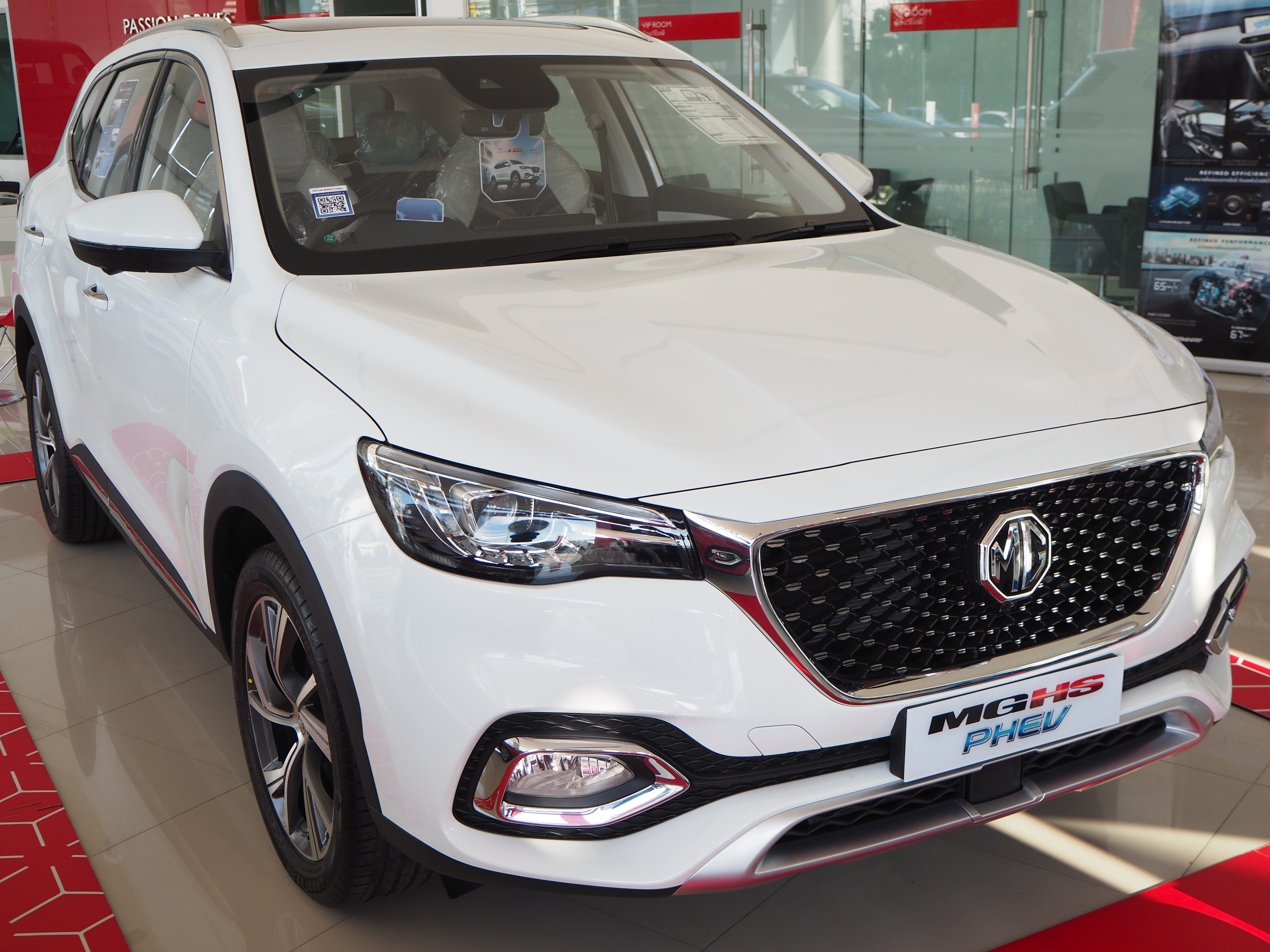
HS PHEV (2020年型)
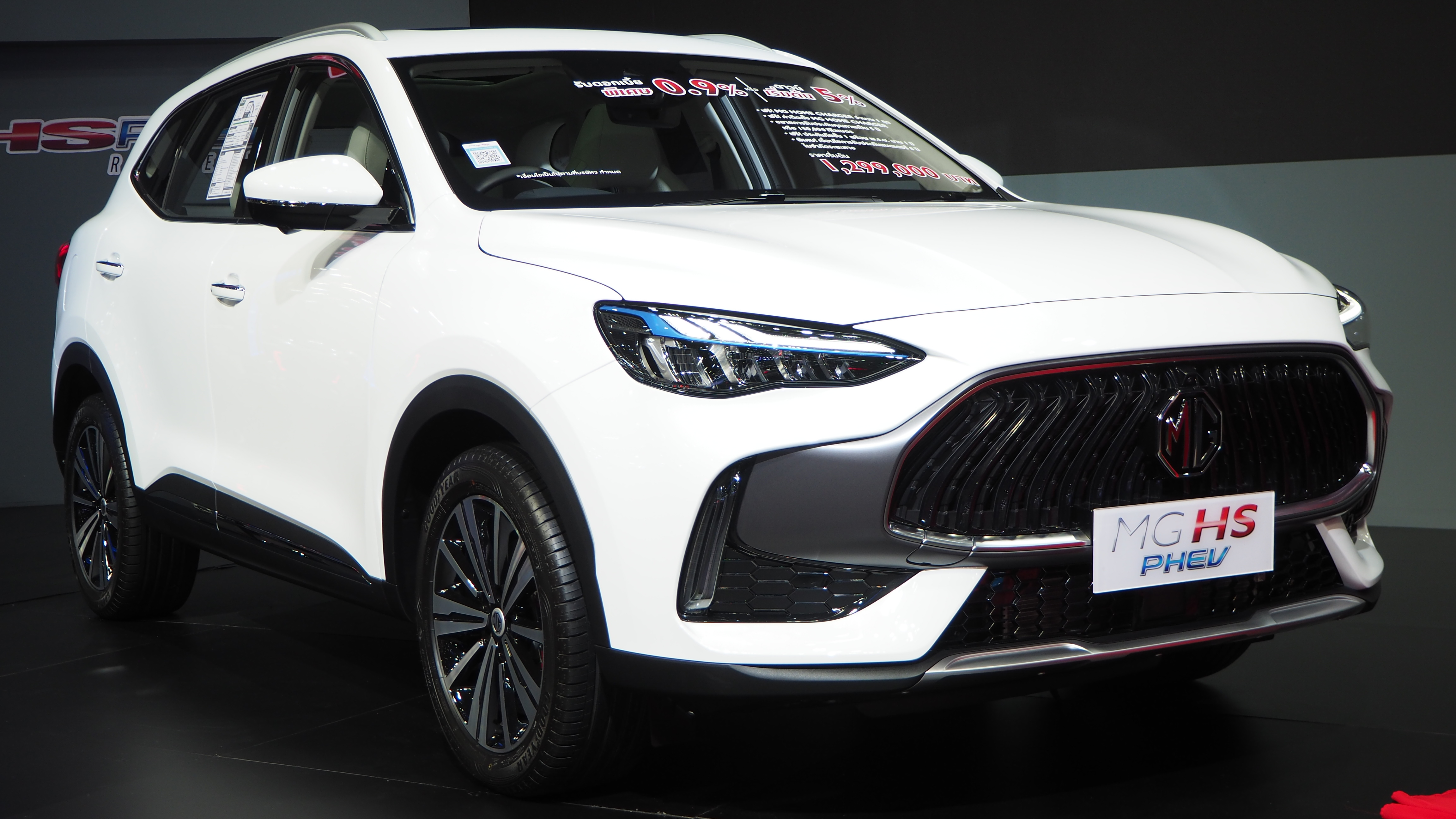
HS PHEV (2022年型)

## 2代目（2024年 - ）
第2世代HSは、2024年7月11日にイギリスのモータースポーツイベント「グッドウッド・フェスティバル・オブ・スピード」で発表された。第2世代MG HSは、上海汽車ブランドのRoeweの栄威RX5をベースに開発された。まずガソリン車とプラグインハイブリッド（PHEV）が発売され、2025年にはハイブリッド車（HV）も追加された。
プラグイン・ハイブリッドの駆動用バッテリー容量は24.7kWhあり、電気だけの航続距離は120km前後になる。
ハイブリッドでは専用の1.5Tハイブリッドガソリンエンジン（105kW）と強力な電気モーター（146kW）、車載発電機、大容量1.8kWhバッテリーを組み合わせ、燃費は18.2km/l（WLTP）を公称している。

## 販売実績
| 年   | 中国   | タイ  | オーストラリア | メキシコ | ヨーロッパ |
| ---- | ------ | ----- | -------------- | -------- | ---------- |
| 2018 | 12,810 |       |                |          |            |
| 2019 | 43,169 | 2,003 |                |          |            |
| 2020 | 49,628 | 6,008 | 2,600          | 137      | 2,893      |
| 2021 | 70,365 | 4,526 | 6,828          | 1,941    | 16,460     |
| 2022 | 51,321 | 2,606 | 10,948         | 4,866    | 32,933     |
| 2023 | 199    | 1,373 | 8,126          | 3,616    |            |
| 2024 | 0      | 663   | 4,552          | 1,866    |            |